# 松尾寺 (和泉市)
松尾寺（まつおでら、まつおのでら、まつおじ）は、大阪府和泉市松尾寺町にある天台宗の寺院。山号は阿弥陀山。本尊は如意輪観音。

## 歴史
天武天皇元年（672年）に役小角が当地で7日間修法し、霊木を得て如意輪観音を彫り、小堂を建てて安置したことに始まる。その後泰澄が中興し、熊野権現、蔵王権現、白山権現を勧請した。
中世での松尾寺は、真言宗と天台宗を学ぶための寺院として発展した。
平安時代に当寺に住んでいた河内国の僧尋祐にまつわる奇瑞が『日本往生極楽記』や『今昔物語集』などに記されている。鎌倉時代には源頼朝が祈祷所として保護している。
松尾寺の最盛期は南北朝時代から室町時代であり、寺には松尾寺城も作られていた。寺領7,000石、寺坊300余名、僧兵は数千人を数えたという言い伝えが残っているが、それを裏付ける文書等は現在のところ発見されていない。また、南朝との関係が深く、延元元年（1336年）後醍醐天皇綸旨によって祈祷所となり、以後も南朝から度々祈祷を命じられていたという。南北朝統一後は足利義満他代々の室町幕府将軍も祈願所として寺領安堵を行ったとされる。
天正5年（1577年）には織田信長から禁制が出され、松尾寺の保護が約束された。しかし、天正9年（1581年）には信長による高野山攻めの際に攻撃を受け、松尾寺を含む阿弥陀山諸堂を丸ごと焼き払われた。
慶長7年（1602年）、豊臣秀頼による金堂の寄進などにより再興が行われた。
江戸時代には13の塔頭があったが、明治の廃仏毀釈によって明王院と宝瓶院以外は廃絶した。

## 境内
- 金堂（大阪府指定有形文化財） - 慶長7年（1602年）に豊臣秀頼の寄進によって四天王寺の阿弥陀堂を移築したもの。
- 三天堂
- 鐘楼
- 伝教大師幼形像
- 庫裏
- 不動尊堂
- 水子地蔵尊回向堂
- 西国三十三所石仏群
- 春日神社 - 鎮守社。
  - 本殿
  - 中門
  - 拝殿（割拝殿）
- 寿老神堂
- 念仏堂
- 宝物殿
- 山門（楼門） - 廻縁は歩くことができる。宝永2年（1705年）再建。釘は1本も使われていない。
- 首堂（こうべどう） - 源義経が一ノ谷の戦いでの戦死者の首を船3艘に乗せ、その内の1艘を当寺に送り、この地に祀って菩提を弔った。他の2艘は四天王寺に送られている。
- 地蔵堂
- 明王院 - 塔頭。
- 宝瓶院 - 塔頭。

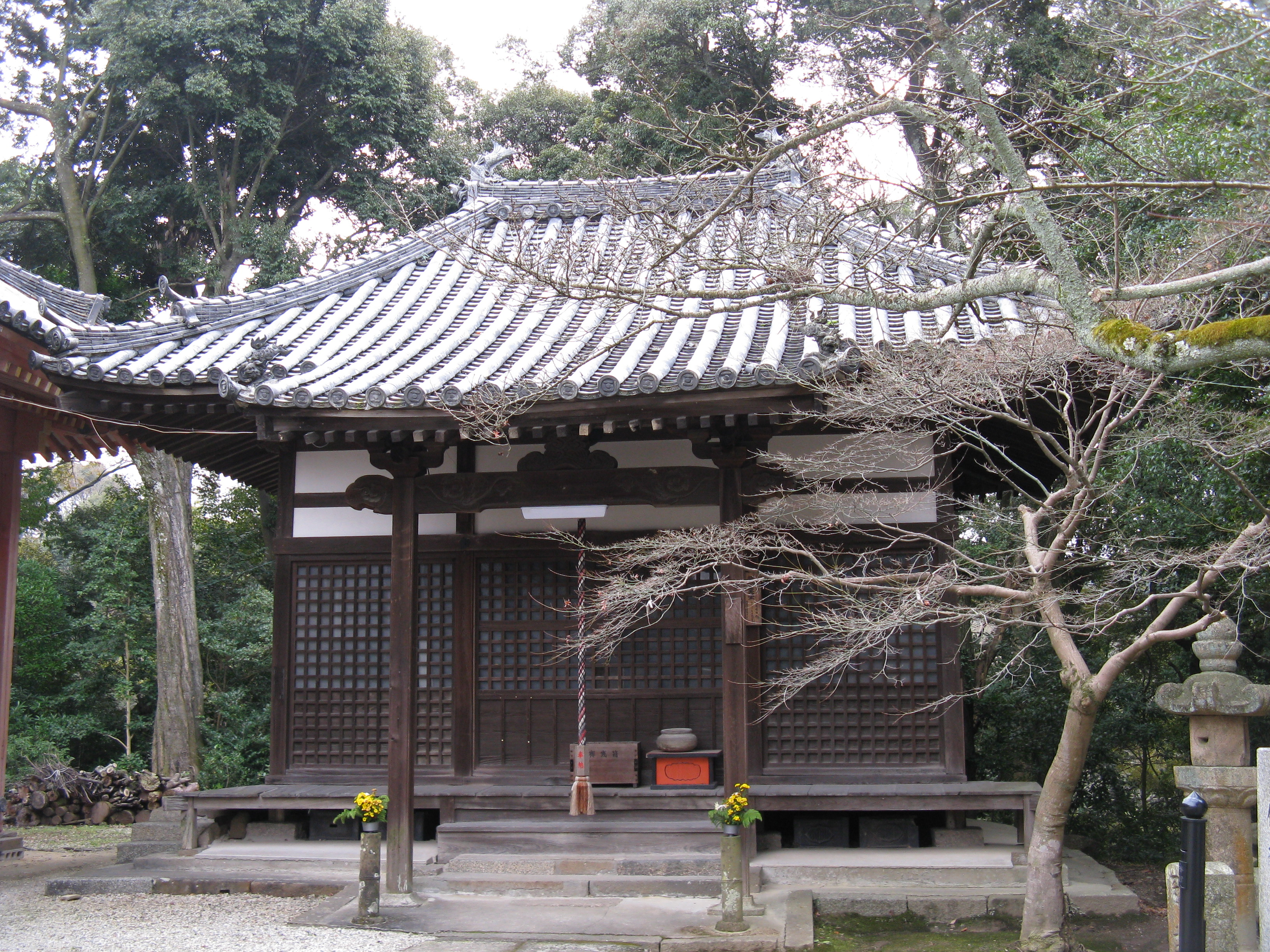
三天堂
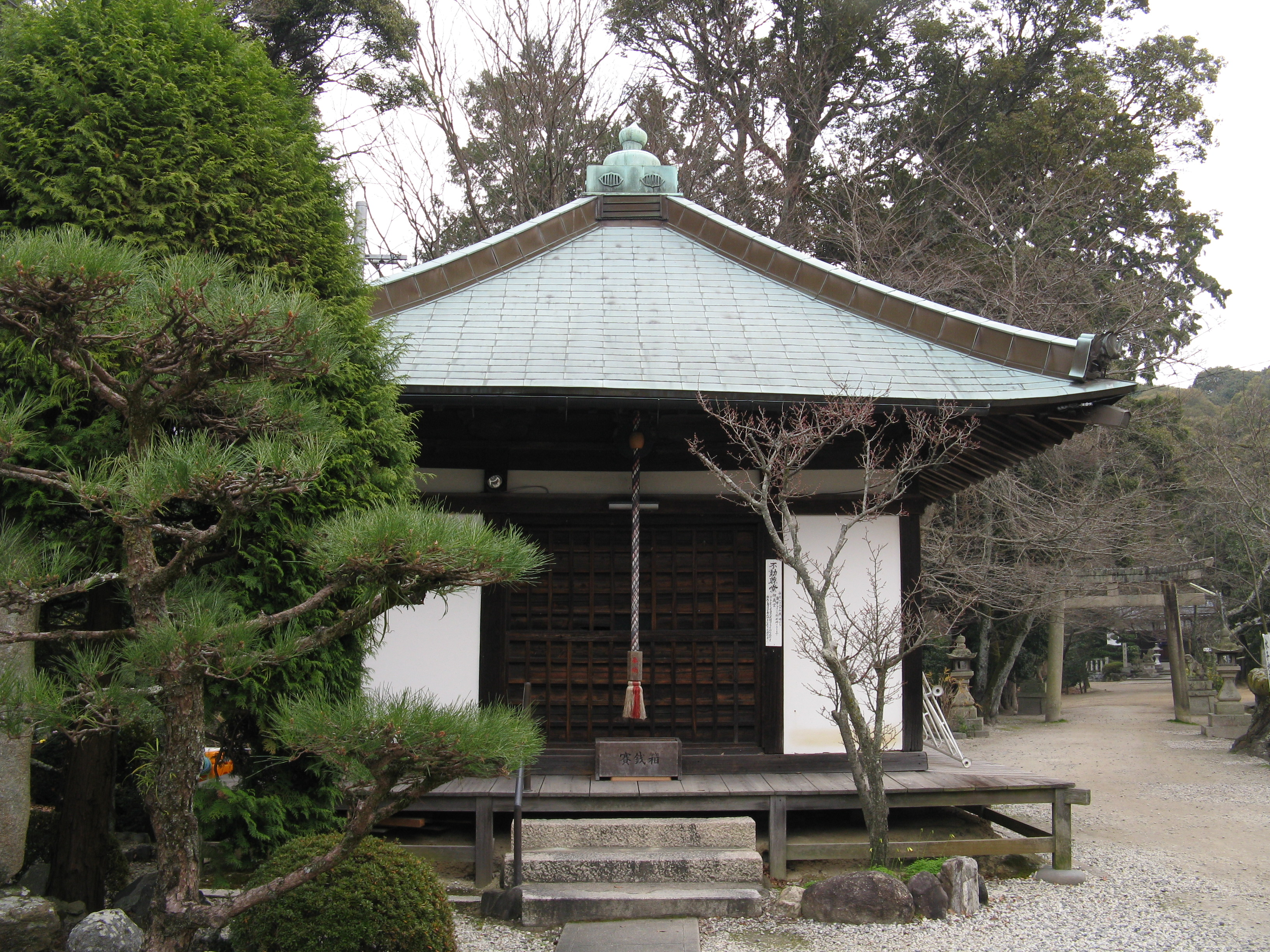
不動尊堂
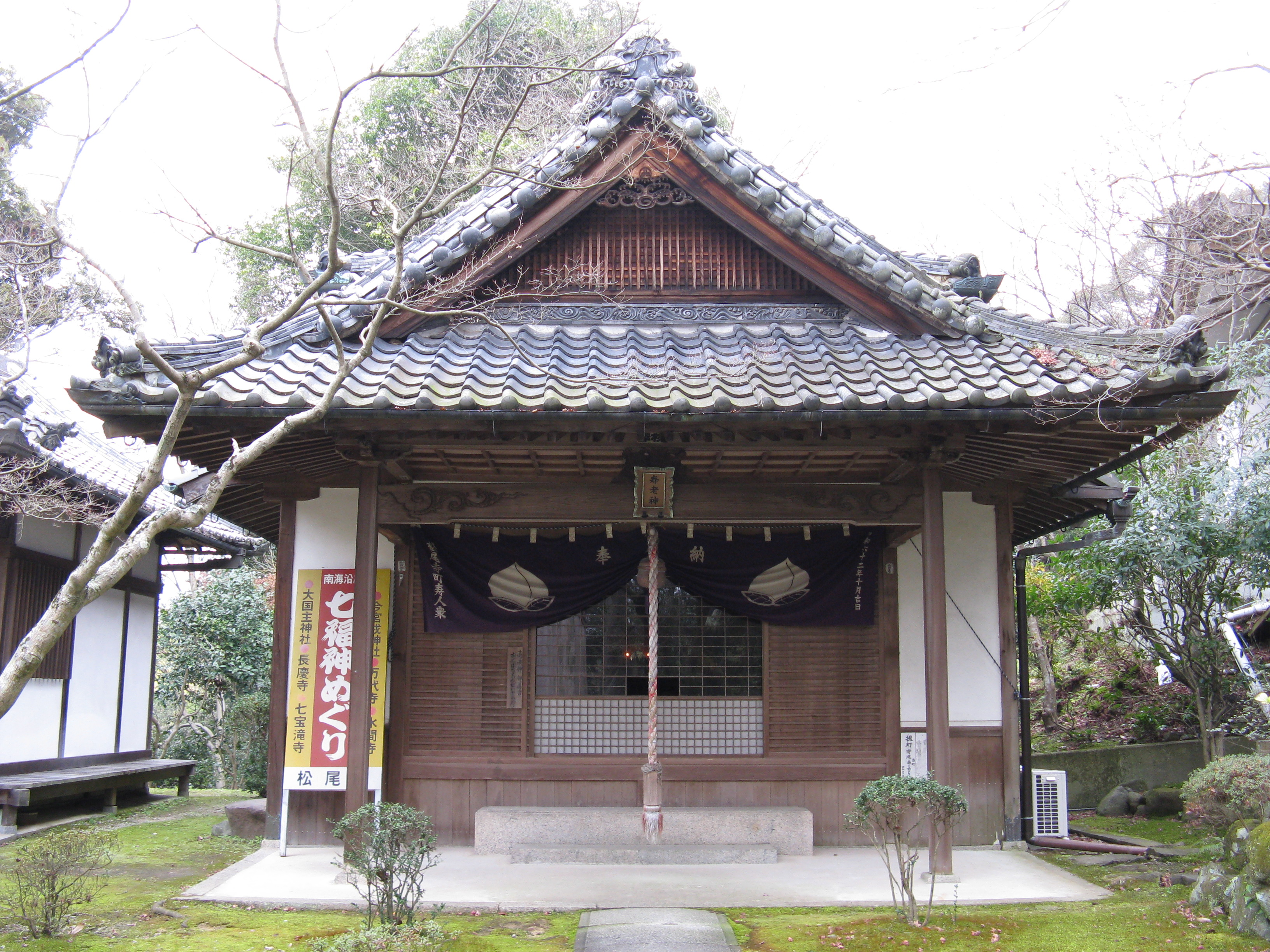
寿老神堂
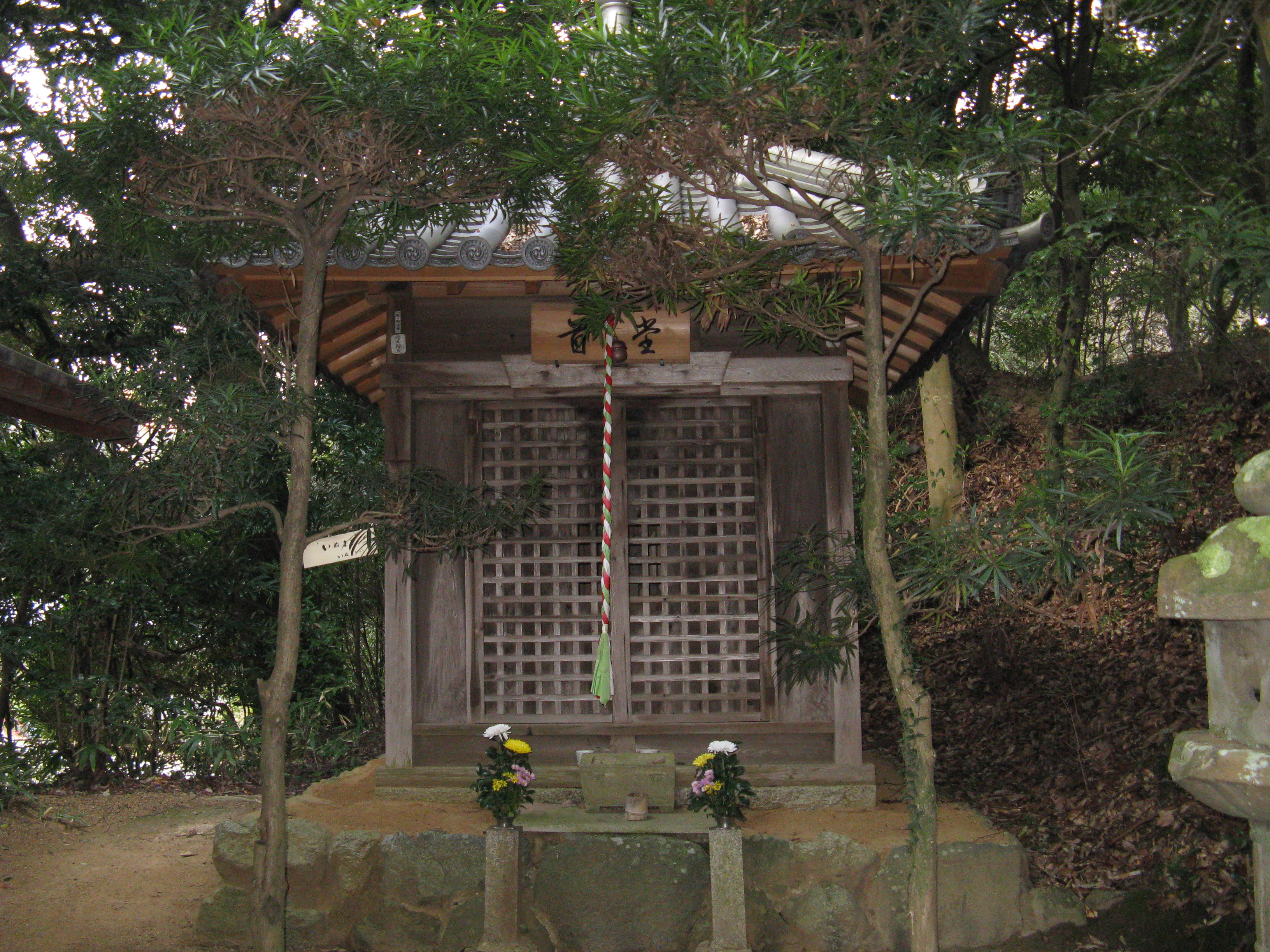
首堂
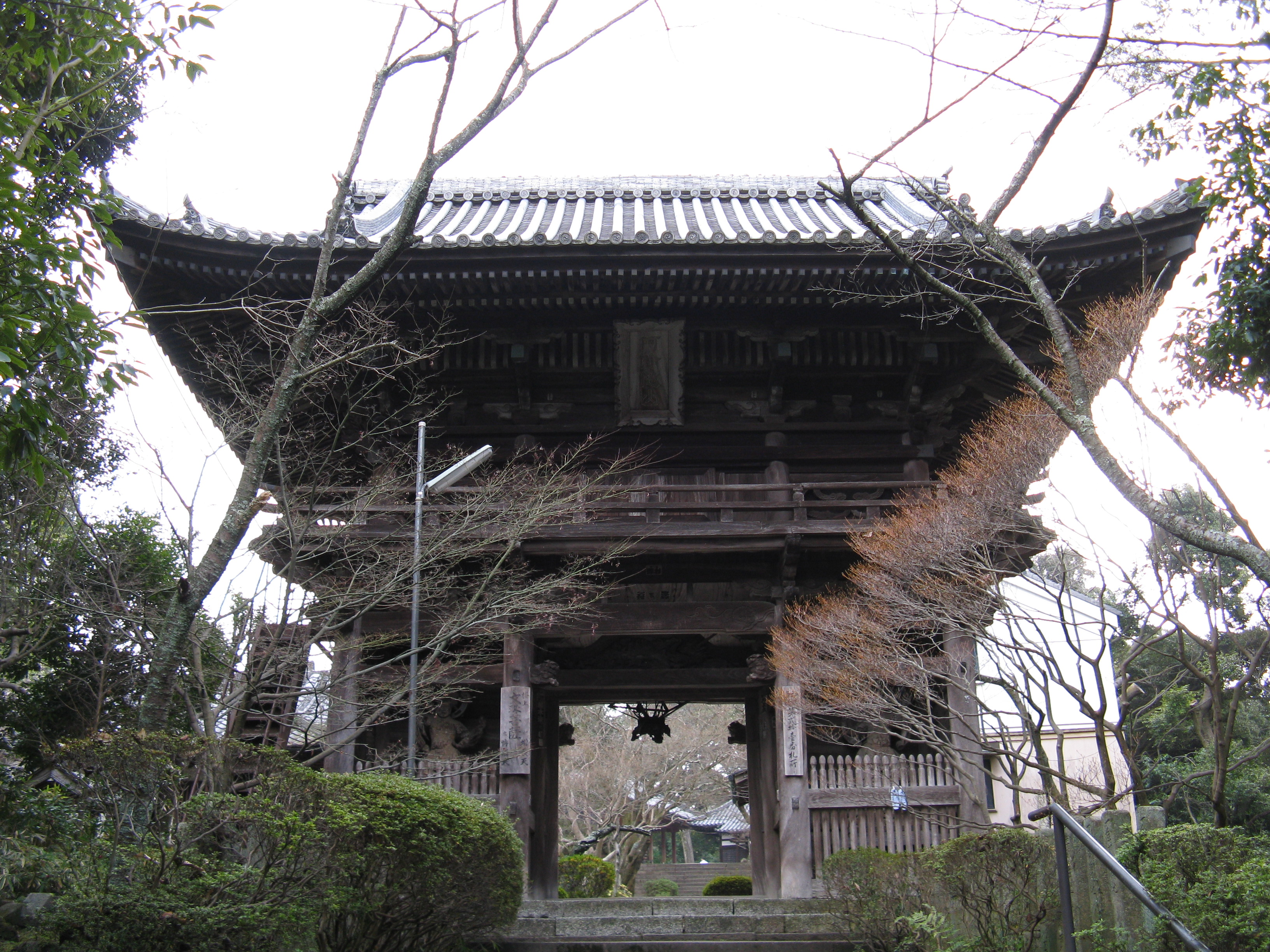
山門
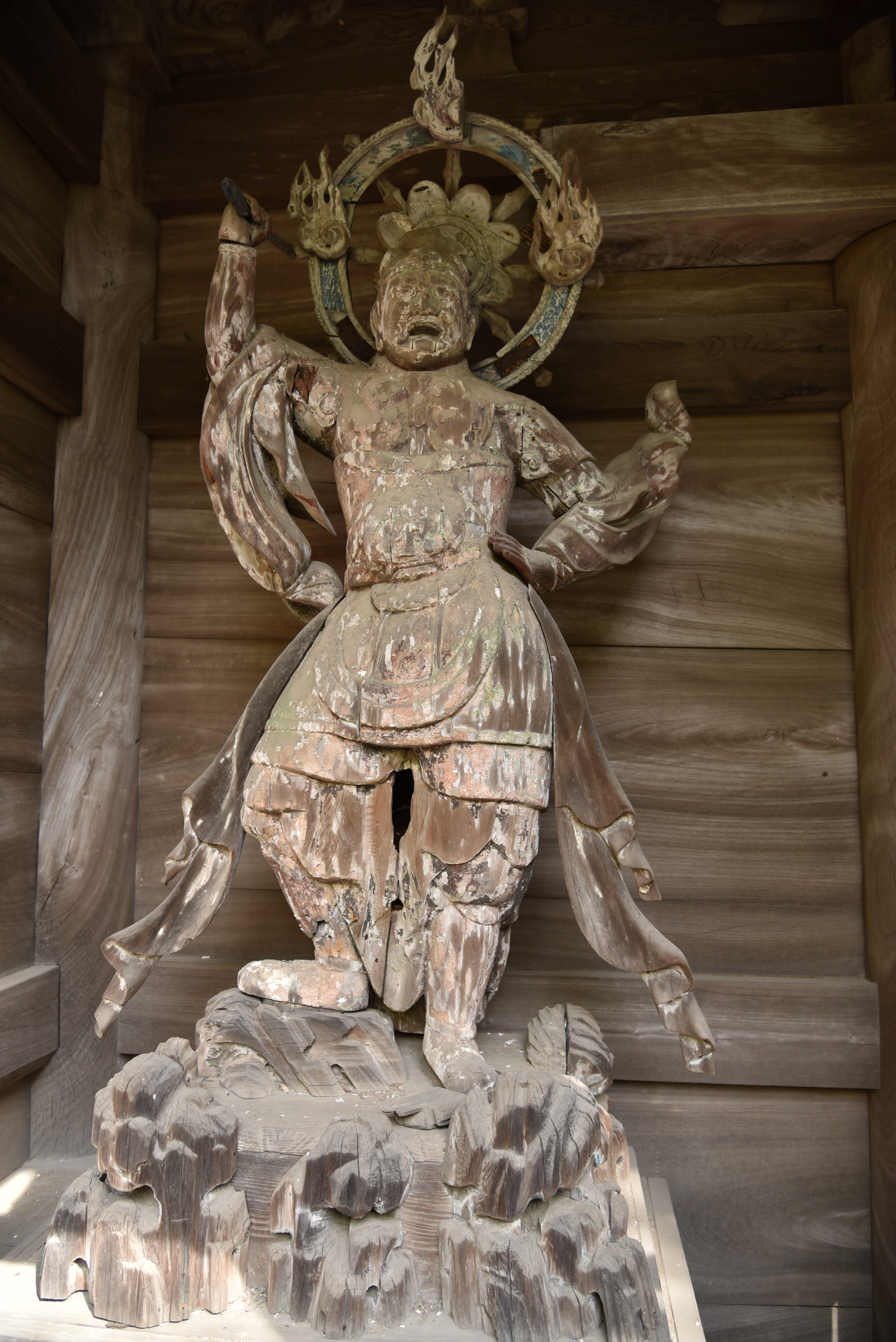
山門の持国天像
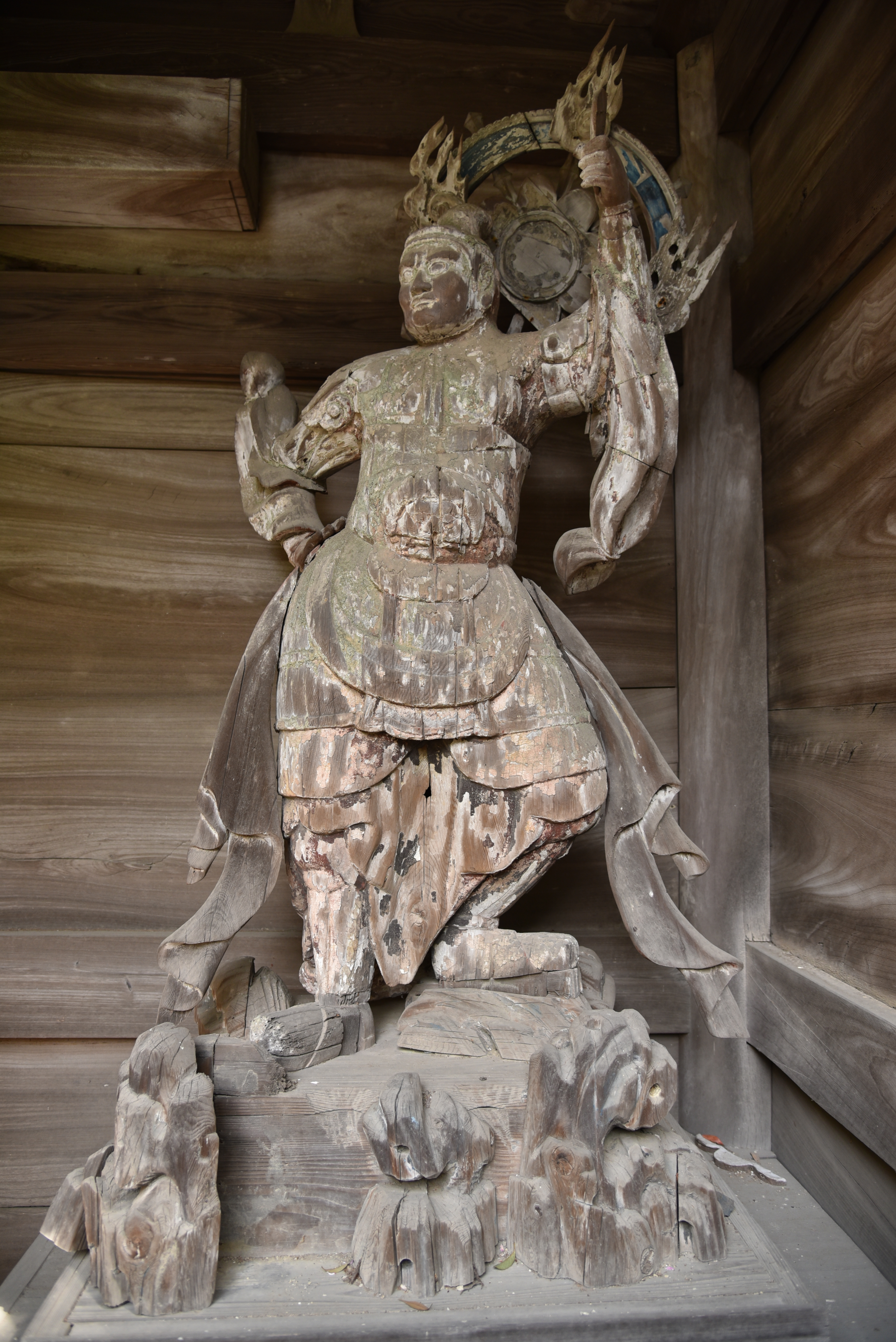
山門の増長天像

## 文化財

### 重要文化財
- 絹本著色孔雀経曼荼羅図
- 宝篋印陀羅尼経 後亀山天皇宸翰 光賢の裏書あり
- 如意輪陀羅尼経

### 大阪府指定有形文化財
- 金堂
- 松尾寺文書 15巻72通 - 和泉市久保惣記念美術館寄託。

### 大阪府指定史跡
- 松尾寺境内

### 大阪府指定天然記念物
- 松尾寺のやまもも - 樹齢250年。
- 松尾寺のくす - 樹齢700年。

### 和泉市指定有形文化財
- 役行者像 - 和泉市久保惣記念美術館寄託。
- 真言八祖像 - 和泉市久保惣記念美術館寄託。
- 独鈷杵 - 和泉市久保惣記念美術館寄託。
- 三鈷杵 - 和泉市久保惣記念美術館寄託。

## 前後の札所
和泉西国三十三箇所
20 観音寺　-　21 松尾寺　-　22 朝光寺
役行者霊蹟札所
南海沿線七福神（寿老人）
和泉八十八ヶ所霊場
77 観福寺　-　78 松尾寺　-　79 松尾寺塔頭宝瓶院　-　80 地蔵寺

## 交通

### 公共交通機関の場合
- 南海泉北線和泉中央駅海側ロータリー内の専用乗り場から、和泉市路線維持バス（春木川・松尾寺ルート）の「松尾寺」または「春木川（松尾寺経由の便）」行きに乗車し、「松尾寺」で下車、徒歩約10分。
- 南海泉北線和泉中央駅から南海バスはつが野線に乗車し、「南松尾はつが野学園前」で下車、徒歩約15分。

### 自家用車の場合
- 高速道路でのアクセスの場合、阪和自動車道 岸和田和泉ICから一般道で約10分。